# Anotopterus pharao
Anotopterus pharao is een straalvinnige vissensoort uit de familie van speervissen (Anotopteridae). De wetenschappelijke naam van de soort is voor het eerst geldig gepubliceerd in 1911 door Zugmayer.